# أحبك أنت (فلم)
أحبك أنت، فيلم رومانسي موسيقي كوميدي مصري إنتاج عام 1949، قصة يوسف جوهر، وسيناريو وحوار وإخراج أحمد بدرخان، بطولة فريد الأطرش، سامية جمال، إسماعيل يس، عبد السلام النابلسي، محمود شكوكو.

## قصة الفيلم
منير (فريد الأطرش) موظف في مكتب تليغراف دائم التأخر عن عمله لاهتماماته الفنية الموسيقية وسهره في التأليف الموسيقى، وقد تعرف على الراقصة ناديه (سامية جمال) وهي ترسل تليغراف إلى الاستاذ غزال (عبد السلام النابلسي) الشهير بشيكا بووم تخبره بموت كلبها ميمي، وقد أعجب بها وأهداها كلبا بديلا لميمي، واستأجر حجرة في البنسيون الذي تنزل فيه، والذي تملكه الست لواحظ (زينات صدقي) وتبادلا الحب وخطبها منير، وقدم لها موسيقى لترقص عليها، نالت نجاحا، وحينما احتضنها معلمها غزال مهنئا ظن منير أن هناك علاقة بينهما ففسخ الخطبة، وتوعدته ناديه بالانتقام منه بإلقاء ماء النار على وجهه، فهرب منها. وعلى الكورنيش شاهد رسمية (لولا صدقي) تحاول الانتحار بإلقاء نفسها في النيل وحاول إنقاذها وهو لايجيد العوم، وأنقذهم من الغرق المراكبي (عبدالمنعم إسماعيل) وأوصلها منير لابيها الصيدلي المعتزل بسيونى بيه (حسن فايق) وتعرف على أختها زينب (ثريا حلمي) التي صارحته بأنها مخطوبة غصب عنها لحكمت الفار (إسماعيل يس) وأختها رسمية مخطوبة برضه غصب عنها لدرويش النمس (محمود شكوكو) وأنهن يعتمدن عليه في التخلص من الاثنين، واكتشف منير ان بسيونى بيه يمشي وهو نائم، وادعى منير أنه بطل السباحة علي عزت.حاول النمس والفار التخلص من منير، فأبلغا ناديه بمكان وجوده، والتي حضرت تبغى أن تنتقم من منير، واتفق الجميع على إحضار على عزت (محمد الديب) الحقيقي، وكشف منير بإجراء سباق سباحة بينهما، ولكن زينب وضعت المنوم لعلي عزت في العصير وفاز منير قبل بدء السباق. تقابل منير مع النمس والفار وأفهمهما أنه لايحب زينب أو رسمية، ولكنه يحب ناديه، وأن أصول التعامل مع المرأة هو التقل حتى تجرى وراءه وطلب منهما التقل على زينب ورسميه، ونجحت الخطة بالاشتراك مع بسيونى بيه الذي وافق على تمويل أوبريت يضع ألحانه ويغنى فيه منير، وتكون بطلته الراقصة ناديه، وبذلك يجمع بينهما مرة أخرى. وقدموا الاوبريت ونجح نجاحا كبيراً، واكتشف منير أن العلاقة بين غزال وناديه هي علاقة أستاذ بتلميذته، وأن غزال سوف يتزوج من لواحظ، فعاد منير لخطيبة ناديه التي قالت له أحبك إنت.

## فريق العمل
إخراج: أحمد بدرخان
تأليف:
- يوسف جوهر (قصة وحوار)
- أحمد بدرخان  (سيناريو وحوار)

إنتاج: أفلام فريد الأطرش
بطولة:
- فريد الأطرش (منير)
- سامية جمال (نادية)
- إسماعيل يس (حكمت الفار)
- محمود شكوكو (درويش النمس)
- عبد السلام النابلسي (غزال المشهور بشيكابوم)
- لولا صدقي (رسمية)
- ثريا حلمي (زينب)
- حسن فايق (بسيوني بيه)

## أغاني الفيلم
من الحان فريد الأطرش
- الحياة حلوة
- يا فرحة الميه
- الحب لحن جميل
- حبيته لكن ما بقولشي
- أوبريت الشرق والغرب

## روابط خارجية
- مقالات تستعمل روابط فنية بلا صلة مع ويكي بيانات